# Pay Money to My Pain
I Pay Money to My Pain (abbreviato in P.T.P.) sono stati un gruppo musicale post-hardcore/alternative metal giapponese formatosi a Tokyo nel 2005 e scioltosi nel 2013.
Nonostante siano giapponesi, tutte le loro canzoni sono state scritte e cantate in lingua inglese.

## Storia del gruppo
La band nacque nel 2005, dopo l'abbandono del gruppo Gun Dog da parte del cantante Kei "K" Goto. Iniziarono a produrre canzoni per conto loro, prima di farsi notare dalla casa discografica VAP. Da lì, pubblicarono il loro primo EP Drop of INK il 6 dicembre 2006.
Alcuni mesi più tardi in California, incidono il loro primo album in studio Another Day Comes, lanciato il 12 settembre 2007. L'album include i brani Home, The Buzzer Beater e Another Day Comes incluso in Ultraseven X. Il chitarrista Jin lascia la band nell'aprile del 2008; al suo posto entra il chitarrista Pablo.
L'EP Writing in the Diary viene pubblicato il 30 luglio 2008, mentre la canzone Bury dall'album After You Wake Up viene inclusa come sigla di apertura per l'anime One Outs. Un'altra canzone, The Answer is Not in the TV, è stata inclusa nella colonna sonora del videogioco PES 2010.
Il 9 giugno 2010 pubblicano il terzo EP, Pictures, e il 26 gennaio 2011 il loro terzo album in studio, Remember the Name.
Il 10 agosto 2011 si esibiscono, insieme alla band Lynch, ad un evento di beneficenza chiamato Shikiyakou-Shikui ospitato dal gruppo j-rock Dead End. Il ricavato venne donato alle vittime del terremoto di Tohoku del 2011 e dello tsunami dell'11 marzo.

## La morte del cantante e lo scioglimento della band
Il 30 dicembre 2012 la band dichiara, tramite la pagina ufficiale di Facebook, la morte del cantante K, a causa di una grave insufficienza cardiaca. Il cantante soffriva già da tempo di alcolismo e problemi di salute mentale, per i quali veniva spesso ricoverato. Morì all'età di 31 anni nella sua casa a Yokohama. Il 20 settembre 2013 la band annuncia il nuovo album, intitolato Gene. Si tratta di un album con alcune canzoni precedentemente registrate dal cantante prima che morisse; alla collaborazione dell'album hanno partecipato anche cantanti provenienti da altre band tra cui i coldrain e Lynch. Infine a dicembre del 2013, si esibiscono nel loro ultimo concerto, dal titolo "From Here to Somewhere" prima di sciogliersi definitivamente.

## Discografia

### Album studio
- 2007 - Another Day Comes
- 2009 - After You Wake Up
- 2011 - Remember the Name
- 2013 - Gene

### Raccolte
- 2012 - Breakfast
- 2016 - Complete Box

### EP
- 2006 - Drop of INK
- 2008 - Writing in the diary
- 2010 - Pictures

## Formazione

### Ultima
- Pablo - chitarra (2008-2013)
- T$uyo$hi - basso (2005-2013)
- Zax - batteria (2005-2013)

### Ex componenti
- Kei Goto (K) - voce (2005-2012)
- Jin - chitarra (2005-2008)